# Szaflary
Szaflary est une localité polonaise, siège de la gmina de Szaflary et du powiat de Nowy Targ en voïvodie de Petite-Pologne.